# El Cuarteto Guitarras del Uruguay
El Cuarteto Guitarras del Uruguay, es un conjunto de guitarristas uruguayo formado en el año 2004.

## Historia
En 2005 editaron el disco Alfredianas, con el nombre El Cuarteto y la formación: Silvio Ortega, Fredy Pérez, Marcel Cháves y Osvaldo Lagos. En 2007, los mismos integrantes grabaron Milongas, álbum de estudio junto con la Banda Sinfónica de Montevideo.

## Estilo musical
El Cuarteto es un conjunto de música instrumental que interpreta milongas, tangos, candombes, valses, y otros estilos musicales de raíz folclórica. A lo largo de su discografía, han grabado tanto canciones de músicos populares, como composiciones propias de sus integrantes.

Los cuartetos de guitarras han estado presentes desde los inicios de la música uruguaya. El origen viene del tango, de tríos de guitarra y un contrabajo o tríos de guitarras y un guitarrón. Alfredo Zitarrosa fue uno de los que más desarrolló y renovó este tipo de formación a lo largo de su carrera profesional.

En los cuartetos de guitarras, generalmente es la primera guitarra la que lleva la melodía principal y la segunda y tercera guitarra la que armonizan. La segunda guitarra en general acompaña a la primera, realizando segundas voces. La tercera puede tanto realizar terceras voces, octavar la melodía original o funcionar como acompañamiento del guitarrón. El guitarrón tiene un rol de acompañamiento, que es específicamente armónico. En cuanto a la técnica, el guitarrón es el único que nunca usa púa. Las guitarras usan púa como contraste entre el sonido más grave de la pulsación con yemas del guitarrón y el brillo que da el toque con púas en las cuerdas de la guitarra.

## Discografía
- Alfredianas (Ayuí/Tacuabé A/E279CD, 2005)
- Milongas (Con la Banda Sinfónica de Montevideo) (Ayuí/Tacuabé A/E327CD, 2007)